# Alexandre Raskatov
Alexandre Mikhaïlovitch Raskatov (en russe : Алекса́ндр Миха́йлович Раска́тов ; né le 9 mars 1953 à Moscou) est un compositeur russe.

## Biographie
Le père d'Alexandre Raskatov est un journaliste de premier plan du magazine Krokodil, sa mère est médecin et héros de guerre de la Seconde Guerre mondiale. Raskatov étudie au Conservatoire Tchaïkovski de Moscou jusqu'en 1978, notamment la composition auprès d'Albert Leman et de Tikhon Khrennikov. En 1990, il est compositeur en résidence à l'Université Stetson et en 1998 à Lockenhaus. Raskatov est membre de l'Union des compositeurs soviétiques ; après l'effondrement de l'Union soviétique, il est membre de l'Union des compositeurs de Russie. Au début des années 1990, il s'installe en Allemagne, puis en France en 2004. Raskatov est membre de la Russian Authors' Agency (RAO).

## Style musical
La musique de Raskatov, en particulier son développement sonore, est influencée par Modeste Moussorgski et Anton Webern. Ses œuvres vocales sont souvent basées sur des textes de poètes russes comme Alexandre Blok ou Joseph Brodsky. Son concerto pour alto Path-Put-Chemin-Weg est commandé à l'occasion du 50e anniversaire de Yuri Bashmet et Valeri Gergiev, il est  créé au Châtelet en janvier 2003. Un documentaire sur le concerto est enregistré par la télévision nationale néerlandaise (NTR).
Irina Schnittke, la veuve d'Alfred Schnittke, lui confie la reconstruction de la Neuvième Symphonie de Schnittke de 1998, qu'il achève en 2007.
En juin 2010, son opéra Cœur de chien est joué en première mondiale à l'Opéra national des Pays-Bas d'Amsterdam, en coproduction avec l'English National Opera, où il est donné en novembre 2010. La production, de Simon McBurney, est également  mise en scène à La Scala de Milan (en mars 2013 avec Paulo Szot), et à l'Opéra national de Lyon (en janvier 2014).
L'une de ses pièces musicales les plus récentes, intitulée A White Nights Dream, est créée au Royal Festival Hall (Londres, Royaume-Uni ; dir. Vladimir Jurowski) en septembre 2011. Cela conduit à la commande d'une autre œuvre, Green Mass, qui est créée par Jurowski et la LPO avec le chœur de Clare College, Cambridge en 2016.

## Œuvres choisies
Opéra
- Le Puits et le Pendule (Колодец и маятник), opéra en 5 épisodes (1989-1991) ; livret en russe d'Alexeï Parine d'après l'histoire d'Edgar Allan Poe
- Barbe-Bleue. Opéra numérique en un acte, huit scènes et vingt et une périodes. - Scénographie de Michel Jaffrennou, (1997)[4].
- Cœur de chien (Собачье сердце), opéra en 2 actes (18 scènes avec un épilogue) (2008-2009) ; livret en russe de Cesare Mazzonis d'après l'histoire de Mikhaïl Boulgakov
- GerMANIA, en création mondiale à l’Opéra de Lyon (du 19 au 26 mai 2018), d'après l'ouvrage Germania. Mort à Berlin de Heiner Müller[5].

Orchestre
- Xenia pour orchestre de chambre (1991)
- Steady Time, 3 Interludes orchestraux (2007)

Ensemble à vent
- Paradise Lost? (1999)
- Pro–kofiev et Contra–kofiev (1999)

Concertante
- Night Hymns, Concerto de chambre pour piano et 11 instruments (1982-1984)
- Concerto pour hautbois et 15 cordes (1987)
- 6 Psalmodies pour alto, harpe et 15 cordes (1990)
- Commentaire sur une vision pour percussion solo et orchestre (1991)
- Miserere pour alto, violoncelle et orchestre (1992)
- Farewell from the Birds of Passage pour saxophone alto, percussions et orchestre à cordes (1994)
- Primal Song (Urlied) pour alto et 15 cordes (1995)
- Blissful Music pour violoncelle et orchestre de chambre (1997)
- Swinging the Dream Pendulum pour violon, orchestre à cordes, piano, célesta et clavecin (1998)
- Rituel II pour 4 saxophones, percussions, piano et orchestre à cordes (1998-1999)
- 5 Minuten aus dem Leben von WAM (not a "not-turno") pour violon solo, orchestre à cordes et percussions (2001)
- Concerto Path (Путь; Chemin; Weg) pour alto et orchestre (2002)
- Gens extorris pour piano et orchestre à cordes (2005)
- Bel Canto pour alto, orchestre à cordes et temple gong (2008)
- In Excelsis, Concerto pour violon et orchestre (2008)
- Papillons de nuit, Concerto pour piano et orchestre (2013)

Musique de chambre
- Byline pour violoncelle et piano (1974)
- Petit Triptyque pour hautbois seul (1975)
- Canti pour alto seul (1978)
- Jeux dramatiques, Sonate pour violoncelle (1979)
- 4 Bagatelles pour 2 violons et basson (1980)
- Invitation à un concert pour percussionnistes (1981)
- Souvenir d'une rose des Alpes pour 6 percussionnistes, une boîte à musique (ou orgue de barbarie) et une bande (1982)
- Muta III pour 3 flûtes (1986)
- Sentimental Sequences pour ensemble de chambre (1986)
- 2 Pieces pour contrebasse et piano (1986)
- Sonata for Yuri Bashmet pour alto et piano (1988)
- Glosses pour basson solo (1989)
- Dolce far niente pour violoncelle et piano (1991)
- Kyrie eleison pour violoncelle seul (1992)
- Madrigal in Metal pour cinq percussionnistes (1993)
- Eco perpetuo pour basson, clarinette basse, percussions, harpe, piano, violoncelle et contrebasse (1993)
- ". . . Je verrai une rose au bout du chemin..." pour quatuor à cordes (1994)
- Xcos pour violoncelle et accordéon (1994)
- Litania pour ensemble de chambre (1994)
- Chemin pour 2 violoncelles et clavecin (1994)
- Before Thy Throne pour violon et percussions (1999)
- Ode à la Saint-Valentin pour 8 violoncelles et une bouteille de champagne (2004)
- Time of Falling Flowers pour 6 instrumentistes (2006)
- Cosmogonie selon Chagall pour ensemble de chambre

Piano
- Deux pièces pour piano (1980)
- Sonate pour piano (1981)
- Consolation pour piano (1989)
- Signes de ponctuation pour clavecin (1989)
- Misteria brevis pour piano et percussions (1 interprète) (1992)
- Credo in Byzantinum pour clavecin ou piano (1995)
- Recordare pour piano (2006)

Vocale
- Courtly Songs pour soprano et ensemble de chambre (1976)
- Starry World pour ténor et piano (1977)
- Circle of Singing (Part I) pour mezzo-soprano, violoncelle, piano, clavecin et célesta (1984); paroles de Vassili Joukovski et Evgueny Baratynsky
- Elégies pour voix aiguë et piano (1984)
- Book of Spring pour ténor et ensemble de chambre (1985); paroles de Vassili Joukovski
- Stabat mater, Five Fragments de Samuel Taylor Coleridge pour contre-ténor et trio à cordes (1988)
- Gra-ka-kha-ta pour ténor et quatre percussionnistes (1988) ; texte de Velimir Khlebnikov
- Let There Be Night, Five Fragments de Samuel Taylor Coleridge pour contre-ténor (ou mezzo-soprano) et trio à cordes (1989)
- 66 pour soprano et douze instruments sur un sonnet de William Shakespeare (1990)
- Txetru – Urtext pour soprano et percussion (1 interprète), clarinette, clarinette basse, alto, violoncelle et contrebasse (1992)
- Seven Stages of "Hallelujah" pour soprano avec percussions et piano (1993)
- Pas de deux pour soprano avec cloches et saxophone (1994) ; paroles d'Antonin Artaud
- Sonnenuntergangslieder (Songs of Sunset) pour mezzo-soprano, alto et piano (1995); paroles de Friedrich Hölderlin
- Gebet (Kaddish) (Prière) pour soprano et quatuor à cordes (1996)
- Resurrexi pour soprano, mezzo-soprano et ensemble de chambre (1996-1997)
- Quasi Hamlet pour soprano, flûte, accordéon, percussions et contrebasse (1997)
- Rituel pour voix et percussions (1 interprète) (1997); paroles de Velimir Khlebnikov
- Louange pour 4 voix d'hommes et cloches d'église (1998)
- Circle of Singing (Part II) pour baryton et piano (2000); textes d'Alexandre Pouchkine et F. Tioutchev
- Voices of a Frozen Land pour 7 chanteurs, ensemble à vent et percussions (2001)
- En nomination pour 8 chanteurs, ensemble à vent et percussions (2001)
- ... et les prés se fondent dans le ciel... pour soprano et quatuor à cordes (2004); paroles de Gennadi Aigi, Evgueny Baratynsky et Vassili Joukovski
- Nunc dimittis « In Memoriam Alfred Schnittke » pour mezzo-soprano, voix d'hommes et orchestre (2007) ; paroles de Joseph Brodsky et du Starets Silouane
- Green Mass, une œuvre pour solistes, chœur et orchestre (2016); textes supplémentaires de divers poètes

Aménagements et reconstitutions
- Modeste Moussorgski – Chants et danses de la mort pour basse et orchestre (1877) ; arrangé en 2007 ; paroles d'Arseni Golenichtchev-Koutouzov
- Sergueï Prokofiev – Sonate pour violoncelle, ensemble à vent et contrebasse (1999) ; arrangement de la Sonate n°2 en ut majeur pour violoncelle et piano, op. 119 (1949)
- Alfred Schnittke – Symphonie n° 9 (1997/98), reconstitution (2007)
- Dmitri Chostakovitch – Quatuor à cordes no 7 en fa  mineur, op. 108 (1960) ; arrangement pour orchestre à cordes (2001)

## Discographie
- 5 min. aus dem Leben von W.A.M. — Andreï Pushkarev, percussion et Gidon Kremer, violon (2000, Nonesuch 79633-2) (OCLC 871963293) — Premier enregistrement mondial. Introduit un programme Mozart que ponctuent des pièces originales de Silvestrov (Le Messager) et Schnittke (Moz-Art à la Haydn).
- Nunc Dimittis, pour mezzo, chœur d'hommes et orchestre – Elena Vassilieva, mezzo-soprano ; The Hilliard Ensemble ; Philharmonie de Dresde, dir. Dennis Russell Davies (janvier 2008, ECM 2025) (OCLC 1184357936) — avec Schnittke, Symphonie no 9.
- Obikhod pour quatre voix d'hommes et orchestre à cordes (2003) ; Praise pour quatuor vocal et clochettes (1998) – The Hilliard Ensemble ; Orchestre de chambre néerlandais, dir. Krystof Maratka (Challenge Classics) (OCLC 858795923)
- Concerto pour piano « papillons de nuit » – Tomoko Mukaiyama, piano ; Orchestre symphonique de Seattle, dir. Ludovic Morlot (20, 22-23 mars 2014, Seattle Symphony Media) (OCLC 919677224) — avec Stravinski, Le Sacre du printemps.